# Château du Parangon
Le château du Parangon est un monument français du XVIIe siècle, situé sur la commune de Joinville-le-Pont, en Île-de-France. Il est actuellement la propriété du conseil départemental du Val-de-Marne en Île-de-France.

## Histoire
Le château est construit dans la deuxième moitié du XVIIe siècle, sur le territoire de la paroisse de Saint Maur hors La Varenne (actuellement Saint-Maur-des-Fossés). Appelé Maison des Champs, il est construit par la famille Amelot et les jardins, dont il ne reste quasiment rien, ont été dessinés par Le Nôtre (v.1613-1700).
En 1658, il est la propriété de Mme de Chaumontel. Il est ensuite acquis par Madame de La Fayette.
À la fin du XVIIe siècle, il appartient à Jean-Jacques Amelot de Chaillou (1689-1749), intendant des finances en 1726, ministre d’État aux Affaires étrangères de 1737 à 1744 et surintendant des Postes en 1737. Celui-ci est élu membre de l'Académie française en 1727 et membre honoraire de l'Académie des sciences en 1741.
Le château se situe sur le territoire de la nouvelle commune de La Branche-du-Pont-de-Saint-Maur, constituée en 1790 par détachement de la commune de Saint-Maur-des-Fossés. La commune, alors dans le département de Paris (rebaptisé département de la Seine), change de nom en 1831 et devient Joinville-le-Pont.
À partir de 1857, le château accueille une école privée qui devient, de 1902 à 1914, l’école pratique agricole, commerciale et industrielle coloniale.
Pendant la Première Guerre mondiale, le château est transformé en hôpital militaire pour l'armée américaine. Il est ensuite occupé par des religieuses.
De 1947 à 1973, le château abrite un centre d’accueil d’enfants handicapés puis de 1975 à 1991 un foyer de l’enfance.
Il abrite actuellement des services sociaux du conseil départemental du Val-de-Marne. Une école primaire a été construite dans le parc.
Le château a été inscrit à l’inventaire des Monuments historiques en 1976.

### Résidence de Madame de La Fayette
Le château devient vers 1670 la propriété de Madame de La Fayette (1634-1693), femme de lettres, qui y séjourne l’été. Elle acquiert le château après avoir séjourné dans le château de Saint Maur voisin, qui était mis à disposition de Jean Hérault, sieur de Gourville (1610-1703) par le prince de Condé.
Marie-Madeleine Pioche de La Vergne, comtesse de La Fayette, reçoit notamment au Parangon Madame de Sévigné et Boileau. Elle y écrit en partie La Princesse de Clèves à partir de 1672.

### L’école du Parangon
En 1857, le château est aménagé en établissement d'enseignement par le docteur Louis-Ferdinand Rousseau (1810-1889), qui y transfère l’école d’enseignement libre qu’il avait fondée en 1832 et qui était située rue Molette à Joinville-le-Pont. En 1869, l’école accueille 320 élèves.
En 1870, lors de la bataille de Champigny, le château devient une installation sanitaire, accueillant 200 blessés.
Louis Ferdinand Rousseau, qui en reste le directeur, fut maire de Joinville entre 1875 et 1878. Son fils, Jules Rousseau, introduit pour la première fois un enseignement technique et professionnel tandis que son gendre, M. Quirot, est chargé de l'enseignement classique.
Un autre fils, le docteur Henri Rousseau lui succède à la tête de l'institution.

### L’école pratique coloniale
Sur proposition du Dr Eugène Verrier, l’institution est en 1902 transformée en école coloniale pratique, délivrant un enseignement agricole, commercial et industriel. Henri Rousseau reste à la tête de l’institution. Avec son épouse, la femme de lettres Louise Rousseau, il établit dans le parc de l’institution, une magnanerie où les élèves peuvent suivre toute l’évolution du ver à soie depuis l’œuf jusqu’au cocon et au papillon.
L’industrie de la soie était considérée comme l’une des plus importantes parmi celles des colonies françaises, et les élèves étaient encouragés à développer la sériciculture.
Les élèves viennent d’Afrique (notamment du Dahomey et de Madagascar), des Antilles (Martinique) et surtout d’Extrême Orient (Cochinchine) ; on compte également des élèves originaires de France et quelques-uns venant des États-Unis. En 1908, le Comité Paul Bert, institution filiale de l'Alliance française place vingt des quatre-vingts étudiants indochinois présents dans la métropole à l'école pratique d'enseignement colonial du Parangon. Les années suivantes, le Comité Paul-Bert comptera une cinquantaine d'étudiants boursiers au sein de l'école du Parangon. Les jeunes garçons sont destinés à devenir cadres coloniaux et agents de bureau pour les compagnies commerciales coloniales.
La formation dure deux ans et l’enseignement comprend botanique coloniale, chimie appliquée, agriculture générale, arboriculture, horticulture, comptabilité, électrotechnique, météorologie, hygiène, médecine pratique, art vétérinaire, arpentage et langues étrangères. La France compte alors deux écoles pratiques coloniales : celle du Havre et celle du Parangon. Les activités de l’école de Joinville-le-Pont cessent avec le début de la Première Guerre mondiale en 1914.
Charles Paquet, président de la Société nationale des architectes de France et maire-adjoint de Vincennes, séjourne également au Parangon. Il était le petit-fils d’Eugène Voisin (1834-1914), maire de Joinville de 1888 à 1912.
En 1917, le château abrite un établissement de santé pour les militaires américains qui fonctionnera jusqu'en 1920. L'activité sanitaire sera ensuite poursuivie par des religieuses de 1921 à 1951.

### Accueil de services sociaux

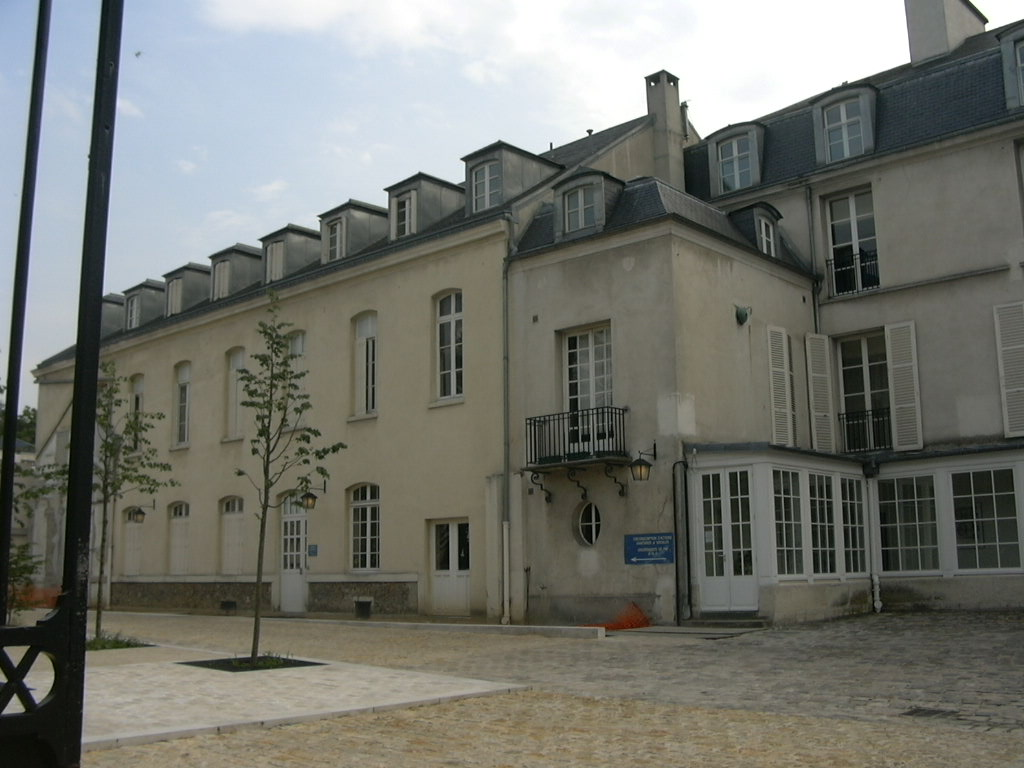
Château du Parangon fin XVIIe siècle, vue de la rue de Paris.

Après la Seconde Guerre mondiale, le château est aménagé pour accueillir un centre pour handicapés, qui fonctionne de 1949 à 1973.
Propriété du conseil départemental du Val-de-Marne, le château devient un foyer de l'enfance, spécialisé dans l’accueil d’urgence de handicapés de 1975 à 1991.
Il accueille ensuite plusieurs services sociaux départementaux, notamment un centre de PMI, une circonscription d’action sociale et des antennes consacrées au planning familial et au placement familial.

## Le parc du Parangon
Les jardins du parc initial sont dessinés par Le Nôtre (v.1613-1700). En janvier 1900, un service de jardins coloniaux est installé.
L’ancien parc du château a été divisé entre le conseil général, qui en conserve environ le tiers, et la ville de Joinville-le-Pont, qui y aménage un parc public. Le parc public est le principal espace vert des quartiers de la rive droite de la Marne avec une superficie de 10 500 m2.
L'extension du parc est inaugurée le 30 avril 2011. La voire centrale de circulation au sein du parc est alors baptisée allée Aimé Césaire.
L’école primaire du Parangon, établissement public municipal, est inaugurée en 1994. Elle reprend le terrain occupé précédemment par les serres municipales.

## Description
Situé au 68, rue de Paris à Joinville-le-Pont, le domaine comprend outre le château, un parc, une cour, un jardin, une écurie, une remise, un jardin potager, une étable, une volière, un poulailler, une faisanderie et une serre.
Le château, d’une élévation de deux étages, a été construit dans la deuxième moitié du XVIIe siècle. Les ferronneries de l'escalier et des balcons sont de la deuxième moitié du XVIIIe siècle. L’aile nord en retour d'équerre a été construite après 1810.
Les éléments remarquables sont les façades et toitures du corps principal et de l’aile en prolongement, ainsi que le portail sur la rue de Paris.
Le château a été inscrit à l’inventaire des Monuments historiques le 3 août 1976,.